# Farid Azarkan
Farid Azarkan, né le 16 octobre 1971 à Tafersit (Maroc), est un homme politique néerlando-marocain. Entrant à la Seconde Chambre des États généraux à la suite des élections législatives de 2017 pour Denk, il devient président de groupe parlementaire en 2020 en remplacement de Tunahan Kuzu.

## Biographie
Farid Azarkan naît au Maroc et émigre à l'âge de huit ans aux Pays-Bas. Après ses études secondaires, il continue ses études au Hotelschool The Hague et finit diplômé en 1994. Il suit ensuite des formations de communication et organisation à l'université d'Amsterdam. Il reçoit son doctorat en 2000. Il suit ensuite une deuxième formation dans des cours du soir à la Saxion/Greenwich University à Enschede. En 2004, il obtient un MSc en immobilier et patrimoine.
Azarkan travaille d'abord à Maastricht en tant qu'intermédiaire à Randstad. Il devient ensuite manager dans les services de Start Holding à Gouda. Il travaille ensuite dans la maison communale d'Amersfoort. Trois ans plus tard, il devient directeur des opérations par intérim au ministère de l'Éducation, de la Culture et de la Science, où il est notamment responsable des monuments nationaux. Il devient également le président de l'Association de travail de cohésion des Maroco-Néerlandais.
En 2016, Farid Azarkan intègre le parti politique Denk. Numéro deux dans la liste des candidatures lors de la campagne législative, il est élu représentant à la Seconde Chambre en mars 2017. Le parti intègre la chambre avec trois sièges et Azarkan reçoit 61 876 votes en sa faveur.